# Bob Forsch
Robert Herbert Forsch (Sacramento, California, 13 de enero de 1950-Weeki Wachee, Florida, 3 de noviembre de 2011), más conocido como Bob Forsch, fue un jugador profesional estadounidense de béisbol que se desempeñó en la posición de lanzador en las Grandes Ligas de Béisbol (MLB). Logró obtener dos Bates de Plata.

## Carrera
Forsch jugó como profesional quince temporadas en St. Louis Cardinals (1974-1988), después pasó a Houston Astros, donde jugó dos temporadas (1988-1989), y fue el equipo en el que se retiró.

## Premios
Fue galardonado con el Bate de Plata en dos oportunidades (1980 y 1987).